# サッカー上海代表
サッカー上海代表（サッカーシャンハイだいひょう、中国語: 上海足球代表隊）は、1937年に満州国の大日本帝国のサッカー協会関係者が中心になって、上海に設立した中華民国の一代表チームである。FIFAに加盟していなかったため、FIFAワールドカップへの参加資格はなかった。 
1937年と1948年に香港（サッカー香港代表とは別。中華民国の香港選抜という意味合いのチーム）と試合を行い、1勝1敗の成績を残した。1948年に中国代表に編入される形で、11年の活動に幕を下ろした。

## 公式戦績
- 1937年 
  - 　4-3  香港（月日不明　上海）

- 1948年
  - 　1-5  香港（月日不明　香港）